# Moerser SC

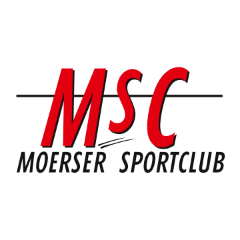

Le Moerser SC est un club omnisports allemand fondé en 1985. Cet article ne traite que de la section volley-ball, fondée la même année, et évoluant au plus haut niveau national (1. Bundesliga).

## Palmarès
- National
  - Championnat d'Allemagne : 1992
  - Coupe d'Allemagne : 1991, 1993
- Européen
  - Coupe de la CEV : 1990

## Entraîneur
- 2003-2006 :  Igor Arbutina
- 2006-2009 :  György Grozer
- 2009-2014 :  Liu Changcheng
- 2016-? :  Martin Schattenberg
- ?- :  Hendrik Rieskamp

## Effectif de la saison en cours
Entraîneur : Igor Arbutina  Croatie ; entraîneur-adjoint : Alfred Gies  Allemagne
| Numéro | Nom              | Taille | Nationalité        |
| 1      | Tamas SZEKERES   | 1,98   | Hongrie            |
| 2      | Jaromir ZACHRICH | 2,01   | Allemagne          |
| 3      | Oliver GIES      | 1,97   | Allemagne          |
| 4      | Lars LINDSTAEDT  | 2,00   | Allemagne          |
| 5      | Sascha BANDOW    | 2,00   | Allemagne          |
| 6      | Alexander MIMOUH | 2,00   | Allemagne          |
| 7      | Nils LIEBER      | 1,87   | Allemagne          |
| 8      | Jochen NEUMANN   | 1,93   | Allemagne          |
| 9      | Georg GROZER     | 2,01   | Hongrie            |
| 11     | Jan TERHOEVEN    | 1,94   | Allemagne          |
| 12     | Torben TIDICK    | 1,94   | Allemagne          |
| 13     | Novak STANKOVIC  | 2,00   | Bosnie-Herzégovine |
| 14     | Diego GUTIERREZ  | 1,86   | Argentine          |